# Newry
Newry é a quarta maior cidade da Irlanda do Norte.

Newry (/ˈnjʊəri/;) é uma cidade na Irlanda do Norte, 34 milhas (55 km) de Belfast e 67 milhas (110 km) de Dublin. Teve uma população de 29.946 em 2011.